# Безымянное (Амурская область)
Безымя́нное — село в Бурейском районе Амурской области России. Входит в Райчихинский сельсовет.

## География
Село Безымянное стоит на правом берегу реки Куприяниха Левая (бассейн Амура).
Севернее села проходит автодорога Гомелевка — Широкий — Зельвино — Старая Райчиха — Безозёрное — Воскресеновка — Михайловка, от неё дорога к селу Безымянное отходит на юго-запад между сёлами Старая Райчиха и Безозёрное.
Расстояние до административного центра Райчихинского сельсовета села Безозёрное — 13 км.
Расстояние до районного центра Бурейского района пос. Новобурейский (через Старую Райчиху, Зельвино, Прогресс и Бурею) — 66 км.

## Население
| 2002 | 2010 | 2012 | 2013 | 2014 | 2015 | 2016 |
| ---- | ---- | ---- | ---- | ---- | ---- | ---- |
| 219  | ↘126 | ↘121 | ↘120 | ↘116 | ↘115 | ↘107 |
| 2017 | 2018 |      |      |      |      |      |
| ↘105 | ↗106 |      |      |      |      |      |

## Инфраструктура
Сельскохозяйственные предприятия Амурской области.